# ローラ・アルバート
ローラ・ビクトリア・アルバート(Laura Victoria Albert, 1965年 - )は、アメリカ合衆国の小説家。ニューヨーク市出身。2000年代にアメリカでベストセラーとなった小説『サラ、神に背いた少年』の著者。同書はJ・T・リロイなる人物の自伝とされ、著者もリロイ名義だが、実際には同書はフィクションであり、リロイもローラの創作した架空の人物である。

## 来歴
ローラは作家志望であった頃、男性同性愛をテーマとした小説を執筆していたが、売り込みに難航したため、恋人のジェフリー・ヌープの発案をもとに、小説を「J・T・リロイ」なる少年の自伝と偽った。これが功を奏し、その小説は同性愛作品で知られる作家のデニス・クーパーから評価され、出版の運びとなった。出版社との打合せにはリロイ本人の出席が必要だったが、ローラは代役の少年を金で雇って共に打合せに出席。リロイを麻薬中毒の上にHIV感染者のホームレスと偽り、ローラはその保護者として代理を務め、打合せを進めることに成功した。
1999年、J・T・リロイとしての処女小説『Sarah』（邦題：『サラ、神に背いた少年』）が出版。著者の実体験に基いて書かれた小説として大ヒットし、マドンナ、コートニー・ラブ、ウィノナ・ライダーといった著名な芸能人たちの支持を得るまでに至った。ヒットにともない取材の必要が生じた際には、ローラはジェフリーの妹のサバンナを変装させてリロイ役に仕立て上げ、やはりローラがリロイの代理として会見場に同席し、取材に応じていた。
2004年には第2作『The Heart Is Deceitful Above All Things』（邦題：『サラ、いつわりの祈り』）が映画化されて話題作となり、ローラは莫大な収入により高級な生活を送ることができた。リロイの報道においては、ローラはリロイを保護した社会福祉士であり、リロイが初めて共感できた人物という設定であった。
やがて2005年、リロイを懐疑していた新聞記者がサバンナの勤務先のウェブサイトを閲覧し、サバンナがリロイの代役であったことを突き止めた。翌2006年1月、リロイがローラの創作物であるとの記事が『ニューヨーク・タイムズ』に掲載され、全米中を騙し続けたリロイ伝説は崩壊に至った。
その後、ローラは罪に囚われることはなく、本名名義での小説執筆を進めている。一方でローラとともにリロイ創作に携ったジェフリーは、この事件自体の映画化を進め、ワインスタイン・カンパニーにより映画化される予定である。